# Wilhelm Schmitz (Politiker, 1869)
Wilhelm Johann Anton Joseph Maria Schmitz (* 23. Oktober 1869 in Montabaur; † 8. Dezember 1936 in Münster) war ein deutscher Jurist, Mitglied der Deutschen Zentrumspartei und Abgeordneter des Nassauischen Kommunallandtags und des Provinziallandtags Hessen-Nassau.

## Leben
Wilhelm Schmitz wurde als Sohn des Professors J. P. Schmitz geboren. Nach dem Abitur studierte er Jura und legte 1893 sein erstes juristisches Staatsexamen ab. In seiner Referendarzeit machte er Stationen in Montabaur, Limburg/Lahn und Frankfurt/Main.
1893 folgte das Assessorexamen mit anschließender (unentgeltlicher) Tätigkeit als Assessor am Amtsgericht Montabaur. Bevor er bei den Staatsanwaltschaften Limburg, Frankfurt und Neuwied eine Anstellung fand, war er als Hilfsrichter in Camberg eingesetzt.
Zum 1. April 1904 wurde er zum Amtsgericht Saarbrücken versetzt und hier Vorsitzender des Gewerbe- und Kaufmannsgerichtes. Am 1. Juni 1909 zum Landgericht Wiesbaden berufen, erhielt er hier 1912 die Ernennung zum Landgerichtsdirektor. Während der Kriegszeit 1917/1918 wurde er in der Zivilverwaltung des Generalgouverneurs in Belgien eingesetzt. Danach kehrte er zum Landgericht Wiesbaden zurück. Zum 1. Juli 1933 wurde er auf eigenen Wunsch in den Ruhestand versetzt.
Schmitz betätigte sich politisch und ging 1920 in die Christliche Volkspartei und war von 1921 bis 1932 in der Deutschen Zentrumspartei. In Wiesbaden hatte er eine führende Stellung in der Partei.
Er war Mitglied der katholischen Studentenverbindung KStV Saxonia München im KV.

## Politische Ämter
- 1920–1932 Mitglied des Nassauischen Kommunallandtags im Regierungsbezirk Wiesbaden
- 1920–1932 Mitglied des Provinziallandtags Hessen-Nassau
- 1920 Vorsitzender des 54. Kommunallandtags
- 1926 Stellvertretendes Mitglied des Landesausschusses